# Куасси, Эбуэ
Жюль Крист Куасси́ Эбуэ́ (фр. Jules Christ Kouassi Eboue; род. 13 декабря 1997, Абиджан) — ивуарийский футболист, полузащитник клуба «Арока». Выступал в  молодёжной сборной Кот-д’Ивуара. Играет на позиции опорного полузащитника и инсайда.

## Карьера

### Клубная
Начал заниматься футболом с 5 лет. В 10 лет был приглашен в футбольную академию. Является воспитанником Академии Symbiose Foot D Abobo. Выступал за ивуарийский юношеский клуб АСФА.
В феврале 2014 года перешёл в армянский клуб «Ширак», но не был заявлен ввиду трудностей регистрации трансферов игроков не достигших восемнадцатилетия. Летом того же года перебрался в Академию ФК «Краснодар». Выступал за молодёжную команду «Краснодар-3».
14 декабря 2015 года, по достижении совершеннолетия, подписал контракт с «Краснодаром». Сообщалось, что игрок будет заявлен за молодёжный состав на весеннюю часть сезона 2015/2016, однако во время зимнего периода дозаявок его внесли в основной состав.
Дебютировал за «Краснодар» 21 мая 2016 года в матче 30-го тура РФПЛ против пермского «Амкара». Матч завершился победой «Краснодара» со счетом 1:0.
4 августа 2016 года дебютировал в Лиге Европы в матче третьего квалификационного раунда против мальтийской «Биркиркары» и отличился голом на 15-й минуте.
На 24 ноября октября 2016 года — является игроком основного состава ФК «Краснодар». В матче 13 тура против «Оренбурга» получил красную карточку
В январе 2017 года подписал контракт с шотландским клубом «Селтик»

### В сборной
В конце мая — начале июня 2016 находился в расположении молодёжной сборной Кот-д’Ивуара и принял участие в товарищеских играх.

## Достижения
«Селтик»
- Чемпион Шотландии: 2016/2017, 2017/2018
- Обладатель Кубка Шотландии: 2016/17 2017/18
- Обладатель Кубка шотландской лиги: 2017

## Клубная статистика
| Выступление      | Выступление      | Выступление      | Чемпионат | Чемпионат | Кубки | Кубки | Еврокубки | Еврокубки | Итого | Итого |
| Клуб             | Лига             | Сезон            | Игры      | Голы      | Игры  | Голы  | Игры      | Голы      | Игры  | Голы  |
| ---------------- | ---------------- | ---------------- | --------- | --------- | ----- | ----- | --------- | --------- | ----- | ----- |
| Краснодар        | Премьер-лига     | 2015/2016        | 1         | 0         | 0     | 0     | 0         | 0         | 1     | 0     |
| Краснодар        | Премьер-лига     | 2016/2017        | 9         | 0         | 0     | 0     | 9         | 1         | 18    | 1     |
| Краснодар        | Итого            | Итого            | 10        | 0         | 0     | 0     | 9         | 1         | 19    | 1     |
| Селтик           | Премьершип       | 2016/2017        | 4         | 0         | 1     | 0     | 0         | 0         | 5     | 0     |
| Селтик           | Премьершип       | 2017/2018        | 6         | 0         | 3     | 0     | 3         | 0         | 12    | 0     |
| Селтик           | Премьершип       | 2018/2019        | 2         | 0         | 1     | 0     | 2         | 0         | 5     | 0     |
| Селтик           | Итого            | Итого            | 12        | 0         | 5     | 0     | 5         | 0         | 22    | 0     |
| Всего за карьеру | Всего за карьеру | Всего за карьеру | 22        | 0         | 5     | 0     | 14        | 1         | 41    | 1     |